# 2008年北京オリンピックのグルジア選手団
2008年北京オリンピックのグルジア選手団（2008ねんペキンオリンピックのグルジアせんしゅだん）は、2008年8月8日から8月24日にかけて中国の北京を主として開催された2008年北京オリンピックのグルジア選手団、およびその競技結果。

## 概要
今大会は金メダル3個、銀メダル2個、銅メダル2個の合計7個のメダルを獲得した。

## 選手団
- 人員: 選手 35人

## メダル
| メダル | 選手名                     | 競技                 | 種目                             |
| ------ | -------------------------- | -------------------- | -------------------------------- |
| 金     | レバス・ミンドラシビリ     | レスリング           | 男子フリースタイル84kg級         |
| 金     | マヌシャル・クリルクベリア | レスリング           | 男子グレコローマンスタイル74kg級 |
| 金     | イラクリ・チレキゼ         | 柔道                 | 男子90kg級                       |
| 銀     | ゲオルギ・ゴグチェリーゼ   | レスリング           | 男子フリースタイル96kg級         |
| 銀     | アルセン・カサビエフ       | ウエイトリフティング | 男子94kg級                       |
| 銅     | オタル・トゥシシビリ       | レスリング           | 男子フリースタイル66kg級         |
| 銅     | ニーノ・サルクワゼ         | 射撃                 | 女子10mエアピストル              |

## 陸上競技
- ダビド・イラリアニ（男子110m障害）
- Mariami Kevkhishvili-Machavariani（女子砲丸投げ）

## 競泳
- イラクリ・レヴィシヴィリ（男子200m自由形）
- アン・サルニコワ（女子100m平泳ぎ）

## ボクシング
- ニコロズ・イゾリア（フェザー級）
- Kakhaber Zhvania（ウェルター級）

## ビーチバレーボール
- ジョルジ・テルセイロ&クリスチネ・サンタンナ
- アンドレッツア・チャガス&リースベト・バンブレーダム

## 体操競技

### 体操
- Ilia Giorgadze（男子）

### トランポリン
- ルバ・ゴロビナ（女子）

## レスリング
- ラシャ・ゴギタゼ（男子グレコローマンスタイル55kg級）
- ダビド・ベディナゼ（男子グレコローマンスタイル60kg級）
- マヌチャル・グビルケリア（男子グレコローマンスタイル74kg級 金メダリスト）
- バドリ・カサイア（男子グレコローマンスタイル84kg級）
- ラマズ・ノザゼ（男子グレコローマンスタイル96kg級）
- ベサリオン・ゴチャシビリ（男子フリースタイル55kg級）
- オタル・トゥシシビリ（男子フリースタイル66kg級 銅メダリスト）
- ゲラ・サジラシビリ（男子フリースタイル74kg級）
- レバス・ミンドラシビリ（男子フリースタイル84kg級 金メダリスト）
- ゲオルギ・ゴグチェリーゼ（男子フリースタイル96kg級 銅メダリスト）

## ウエイトリフティング
- Rauli Tsirekidze（男子85kg級）
- アルセン・カサビエフ（男子94kg級）
- アルベルト・クジロフ（男子105kg級）

## 柔道
- ラシャ・グジェジアニ（男子100kg超級）
- レヴァン・ゾルゾリアニ（男子100kg級）
- イラクリ・ツィレキゼ（男子90kg級 金メダリスト）
- サバ・ガワシェリシビリ（男子81kg級）
- ダビト・ケブヒシビリ（男子73kg級）
- ザザ・ケデラシビリ（男子66kg級）
- ネストル・ヘルギアニ（男子60kg級）

## 射撃
- ニーノ・サルクワゼ（女子エアピストル 銅メダリスト）

## アーチェリー
- Kristine Esebua（女子）
- Khatuna Narimanidze（女子）